# Vembanadsee
Der Vembanadsee (in Malayalam: വേമ്പനാട്ടു കായൽ Vembanad Kayal) ist der längste See in Indien und der zweitgrößte See im Bundesstaat Kerala.

## Geographie
Der Vembanadsee ist Teil des gleichnamigen Feuchtgebiets (Vembanad wetland), das sich über 2033,02 km² erstreckt (mit dem zugehörigen Einzugsgebiet 6126,48 km²). Die Wasseroberfläche des Sees hat im 20. Jahrhundert erheblich abgenommen (Fläche in den Jahren 1917, 1970 und 1990: 290,85 km², 227,23 km² und 213,28 km²), was durch die Landgewinnung durch Polder und den Ausbau des Hafens von Kochi (Cochin) zwischen 1917 und 1970 bedingt war. Gemessen auf 1 Meter mittlerem Meeresspiegel wurden Fläche und Volumen des Sees im Jahr 2009 mit 216,53 km² und 611,47 Mio. m³ angegeben.
Der See und seine Umgebung sind als Feuchtgebiete von herausgehobener Bedeutung nach der Ramsar-Konvention anerkannt.

## Städte
Über 1,6 Millionen Menschen leben am Ufer des Vembanadsees und sind für ihren Lebensunterhalt direkt oder indirekt von ihm abhängig.
Der Hafen von Kochi liegt an der Mündung des Sees in die Lakkadivensee im südlichen Teil des arabischen Meeres. Die Stadt Alappuzha (auch als Allepey bekannt), die wegen ihres großen Netzwerks von Kanälen, die sich durch die Stadt schlängeln, manchmal als „Venedig des Ostens“ bezeichnet wird, liegt zwischen dem See und der Lakkadivensee. Die Stadt Kottayam wird durch die Flüsse Kodoor und Meenachil sowie dem Vembanadsee begrenzt.

## Tourismus
Der See gehört zu den touristisch bedeutsamen Backwaters in Kerala. Der See ist berühmt für seine landschaftliche Schönheit und hat sich zu einer wichtigen Touristenattraktion entwickelt und beherbergt außerdem ein vielbesuchtes Vogelschutzgebiet (Kumarakom Bird Sanctuary).

## Fauna
In diesem Gebiet leben viele heimische Vögel, aber auch Zugvögel aus dem Himalaya.